# Dionysius von Dorpowski
Albertus Dionysius Rüdiger von Dorpowski (* 18. August 1735 in Hofstädt; † 28. März 1806 in Krummensee bei Hammerstein) war ein polnischer Oberst und preußischer Landrat. 
Er war ein Angehöriger der polnischen adligen Familie von Dorpowski und Gutsherr auf Krummensee bei Hammerstein. Krummensee kam, wie ganz Westpreußen, mit der ersten Polnischen Teilung 1772 an das Königreich Preußen.  
Nach dem Tod von Carl Christoph Ludwig von Weiher 1787 wurde Dionysius von Dorpowski zum Landrat des Conitzer Kreises in Westpreußen gewählt. 1792 gab er sein Amt an Joseph von Wollschlaeger ab, der bereits seinen Vorgänger Carl Christoph Ludwig von Weiher im Amt unterstützt und nach dessen Tod zeitweise die Geschäfte verwaltet hatte. 